# スポーツアカデミー (企業)
スポーツアカデミーは、東京都中央区に本部を置くスイミングスクール、スポーツクラブである。
運営については分割企業で同地に本社を持つ『株式会社フージャース ウェルネス＆スポーツ』（旧・株式会社スポーツアカデミー）および岡山県岡山市中区に本社を持つ関連会社『株式会社サンクセルクル』が共同で行っている。
北海道から沖縄までにスイミングスクール等を展開している他、一部公共スポーツ施設の指定管理も行っている。

## 株式会社フージャース ウェルネス＆スポーツ（旧・株式会社スポーツアカデミー）

### 沿革
- 1978年9月 - 神奈川県川崎市高津区子母口に、財団法人体力つくり指導協会理事長笹原正三を中心として『株式会社スポーツアカデミー』（資本金1,600万円）を創立。
- 1979年5月 - 最初のスイミングスクールである『スイミングアカデミー子母口』開設（現在は、移設の上スポーツアカデミー新城として営業）。
- 2016年4月 - 前月に『株式会社スポーツアカデミー』から改名した『スポーツアカデミー株式会社』から分割し、（新設）『株式会社スポーツアカデミー』を設立、21店舗中15店舗を継承する。同時に全株式を株式会社フージャースホールディングスに譲渡。
- 2017年1月 - 現在地に本社移転。
- 2018年3月 - 株式会社宮の森スポーツ、株式会社クリスタルスポーツクラブと合併、社名を株式会社フージャース ウェルネス＆スポーツに変更（『スポーツアカデミー』は通称として引き続き使用）。フージャースホールディングスの傘下となる。

### スクール一覧
2018年3月現在
北海道地区
- スポーツアカデミーソシア
- スポーツアカデミーブランチ札幌月寒
- スポーツアカデミーシーナ

東北地区
- スポーツアカデミー一関
- スポーツアカデミー気仙沼（前身は『スイミングアカデミー気仙沼』。東日本大震災で被災したため一旦閉鎖したが、2016年9月1日に現名称にて再オープン[1]）
- スポーツアカデミー佐沼
- スポーツアカデミー相馬
- スイミングアカデミーむつ
- スポーツアカデミー石巻

関東地区
- IPSスポーツクラブ
- スポーツアカデミー土浦
- ジェルスイミングクラブ水戸
- スポーツアカデミー富里
- スポーツアカデミー新城
- トムスポーツアカデミー
- クリスタルスポーツクラブ
- アリススポーツクラブ
- スイミングアカデミー伊勢崎

北陸・中部地区
- スポーツアカデミー小出
- スイミングアカデミー小千谷
- スポーツアカデミー柏崎
- スポーツアカデミー小矢部
- スイミングアカデミー松任

近畿・中国地区
- スポーツアカデミー六甲道

九州・沖縄地区
- スポーツアカデミー宮古島

指定管理
- 宮城県登米市民プール

#### かつて存在していたスクール
- スイミングアカデミー子母口 (1号店、2009年に開設した「スポーツアカデミー新城」が後継スクール)
- スポーツアカデミー長崎
- スポーツアカデミー須磨海浜公園駅前（2014年4月に株式会社コパンに経営譲渡、現在はコパン須磨海浜公園）
- ベルフィットネスクラブ（同上、現在はコパンスポーツクラブベル）
- アルプラザアミアクティ810（同上、現在はコパンスポーツクラブアミ）
- ビバシティ彦根 スポーツプラザ810（同上、現在はコパンスポーツクラブビバシティ）
- たまスイミングアカデミー(東京都福生市、2017年5月閉鎖）

スポーツアカデミー今川、スポーツアカデミー魚津については、後述の通り株式会社サンクセルクルに事業譲渡されている。

## 株式会社サンクセルクル

### 沿革[2]
- 1992年11月2日 - 有限会社スポーツウィル設立。
- 2008年9月24日 - 株式会社サンクセルクルに社名変更。

### スクール一覧
- スポーツアカデミー広島
- スポーツアカデミー今川（2012年11月に旧スポーツアカデミーから譲渡）
- スポーツアカデミー魚津（2014年4月に旧スポーツアカデミーから譲渡）

#### かつて存在していたスクール
- エビューフィットネスクラブ（2010年11月開業、2012年12月に事業譲渡）